# قوقيشتوفان
قوقيشتوفان هي بلدة في مقاطعة راميتان في ولاية بخارى في أوزبكستان.